# منتخب ترينيداد وتوباغو لكرة الطائرة للسيدات
منتخب ترينيداد وتوباغو الوطني لكرة الطائرة للسيدات هو ممثل ترينيداد وتوباغو الرسمي في المنافسات الدولية في كرة طائرة في فئة كرة الطائرة للسيدات.